# Никто Оуэнс
Никто (Никт) Оуэнс — главный герой романа Нила Геймана «История с кладбищем».
Готический ребёнок, который с полутора лет живёт на кладбище, его воспитывают призраки, вампир и оборотень. У него есть свобода кладбища, что означает, что он может общаться с мёртвыми, проходить сквозь стены и невидим для большинства людей (пока он находится на кладбище).
Никт — необычный мальчик, живущий в необычном месте. Единственный живой обитатель кладбища. Воспитанный с младенчества призраками, оборотнями и другими обитателями кладбища, Никт усвоил устаревшие обычаи времён своих опекунов, а также их призрачные учения, такие как способность исчезать, чтобы простые смертные не могли его видеть.
На протяжении большей части истории читатели знают о Никте больше, чем он сам, оказываясь там, где убивают родителей и сестру Никта, но он даже не знает, что он сирота, пока ему около десяти лет. Знание того, чего Бод не знает, делает его жизнь печальнее. Как и в случае с людьми с кладбища, это знание заставляет читателя чувствовать себя очень защищенными по отношению к Никту.
Несмотря на то, что мы видим много сторон Бода, его характер всегда загадочен. Он должен оставаться скрытым от большинства живых, а большинство его спутников — призраки или сверхъестественные существа. Кроме того, Никт, из-за того, что он недостаточно общался с живыми людьми, не имел возможности развить свой характер так, как это делают другие дети его возраста.
Несмотря на то, что Никт живёт на кладбище и воспитан призраками, он студент, как и обычный подросток. Означает ли это, что он изучает правописание, длинное деление и части растительной клетки? Не совсем так. Никт изучает такие вещи, как чтение, письмо, географию и все остальное в «Системе полного образования мистера Пенниворта для младших джентльменов с дополнительными материалами для тех, кто вскрытие». Но его самые важные уроки касаются других вещей.
Как и другие герои книг в жанре фэнтези, Никт должен освоить навыки, необходимые ему, чтобы выжить в своём мире. Гарри Поттер изучает защиту от тёмных искусств, зельеварение и трансфигурацию. Перси Джексон изучает греческую мифологию, бои на мечах и способы убийства монстров. Том Уорд учится связывать боггартов и ловить ведьм с помощью серебряной цепи.
Никту же всегда было любопытно, и он всегда задавал Сайлесу, Оуэнсам и всем остальным на кладбище тонны и тонны вопросов. Но он не всегда был хорошим учеником. Поначалу ему ужасно надоедает мисс Лупеску и её уроки. Позже, когда он узнает, что её уроки практичны (они полезны в его повседневной жизни), он больше интересуется учёбой.

## Анализ персонажа
Как пишет Aleesa Marie Millet в своей книге «Только тело, „которое никому не принадлежит“: Подростковая идентичность в книге Нила Геймана „История с кладбищем“» "В «Книге кладбищ» Нила Геймана рассказывается о ребёнке Никто (Никт) Оуэнсе, который растет на кладбище с призраками и вампиром в качестве основных опекунов. Хотя технически Бод не является подростком на протяжении всего романа, он постоянно борется с юношескими темами — прежде всего, находясь в лиминальном состоянии — и кладбище предоставляет Боду гетеротопическое пространство, позволяющее ему сбежать из «нормального» общества и развить «другое». « личность. Стратегическое использование Гейманом монстров отражает подростковый возраст, когда он представляет репрессивную человеческую организацию, „Мастеров на все руки“, пытающихся контролировать общество, в то время как Бод становится странным гибридом монстра и человека, представляющим сопротивляющегося человека. Когда Бод переходит между мирами живых и мертвых, он осознает, что не полностью принадлежит ни к тому, ни к другому. и он должен смириться со своей лиминальной инаковостью. Гейман показывает, как подросток может развиваться и расти, чтобы стать кем угодно, даже никем». Тара Прескотт в книге «Нил Гейман в 21 веке. Очерки романов, детских рассказов, онлайн-произведений, комиксов и других произведений»: "То, что Никто " Бод « Оуэнс не видит и не переживает в „Книге кладбища“, вполне реально, даже если это не может быть воспринято никаким другим живым человеком. Он может видеть то, что находится прямо перед ним, и учится принимать тайну и трансцендентность…»
- Никто Оуэнс в библиотеках (каталог WorldCat) —immediately, UK Adult Edition
- The Graveyard Book at Mouse Circus, The Official Neil Gaiman Website for Young Readers
- First look at The Graveyard Book Graphic Novel, Vol 1 —Artist P. Craig Russell examines his proof copy